# Gajardo
Gajardo är en kulle i Antarktis. Den ligger i Sydshetlandsöarna. Argentina, Chile och Storbritannien gör anspråk på området.
Terrängen runt Gajardo är huvudsakligen kuperad, men den allra närmaste omgivningen är varierad. Havet är nära Gajardo norrut.  Trakten är obefolkad. Det finns inga samhällen i närheten. 